# أندرو أ. سيرافاني
أندرو أ. سيرافاني هو سياسي أمريكي، ولد في 9 مارس 1962 في هاجرستاون في الولايات المتحدة. نشط حزبياً في الحزب الجمهوري. وقد انتخب عضو مجلس ولاية ماريلند ‏ وانتخب عضو مجلس النواب لولاية ماريلند ‏.